# EyeToy: Play 3
EyeToy: Play 3 is het derde computerspel in de EyeToy: Play-serie. Net als op de voorgaande delen kan het spel zowel in singleplayer als multiplayer, tot maximaal 4 spelers tegelijk, gespeeld worden. Er zijn veel nieuwe minigames toegevoegd, zoals Beach volleyball en Bowling. Het spel is uitgekomen in Europa en Australië, en begin 2007 ook in Noord-Amerika.